# Le Royal
 (novembre 2019).
Si vous disposez d'ouvrages ou d'articles de référence ou si vous connaissez des sites web de qualité traitant du thème abordé ici, merci de compléter l'article en donnant les références utiles à sa vérifiabilité et en les liant à la section « Notes et références ».
Le Royal est une ancienne salle de cinéma de la ville de Toulouse, située au situé au 49 rue d'Alsace-Lorraine, ouverte le 10 juillet 1919 et fermée en octobre 1977.
Il est ensuite remplacé par le complexe Omnia Paris Cinéma.

## Historique
Le Royal, décoré dans le style égyptien et disposant d'un orchestre de dix-neuf musiciens pour l'ambiance sonore, ouvre en 1919 : il se compose alors d'une grande salle principale de 1 200 places, répartie en loges, balcon, parquet, orchestre et promenoir ; un bar américain, un fumoir et un foyer se situent au premier étage de l'établissement. Il dispose également d'un grand orgue de la manufacture Puget. Le premier film diffusé est L'Occident d'Albert Capellani et Alla Nazimova.
Son directeur dans les années 1920 est Jean Imbert.
En 1930, la salle, devenue propriété du groupe Pathé-Natan, est équipée du système de sonorisation RCA.
En 1932, la Compagnie commerciale des industries du spectacle reprend la gestion de l'endroit.
Jusqu'en 1936, Le Royal fait partie des salles du centre-ville qui proposent les nouvelles sorties cinématographiques (de même que le Gaumont-Palace, le Paramount...) .
En 1936, à la suite du rachat par le circuit Cinéac, le cinéma change de nom : il devient Le Cinéac - La Dépêche de Toulouse ; sa capacité est réduite de 1 200 à 600 places assises, plus un pourtour ; la programmation s'oriente plutôt vers des programmes courts (actualités, reportages, dessins animés), adaptés à une consommation rapide. Les séances s'enchaînent de 10 h à minuit, sans interruption.
Durant l'Occupation, la salle revient à la projection d'un film précédé d'actualités.
En 1945, la salle est rebaptisée Ciné-45, et la direction décide de produire elle-même ses actualités ; en outre, les films présentés ne sont plus des « premières visions », mais des « deuxièmes visions et reprises ». Les séances sont permanentes de midi à minuit, et de 10 h à minuit les jeudis et dimanches.
En 1948, la direction change à nouveau et le cinéma devient Le Club.
D'octobre 1954 à septembre 1955, une fermeture temporaire permet à l'architecte Laborde d'entreprendre d'importants travaux de modernisation pour proposer un confort haut de gamme aux spectateurs : nouveau format de projection, disparition des piliers dans la salle, doublement du nombre de sièges ; on revient alors à une capacité d’environ 1 000 places, toujours dans une grande salle unique ; les films en Cinémascope peuvent être projetés. C'est Le Signe du païen  de Douglas Sirk qui est présenté lors de l'inauguration, le 24 septembre 1955. Le nom original du lieu est repris : Le Royal. La salle retourne alors dans le circuit toulousain des salles de « première vision ».
À partir des années 1960, la baisse de la fréquentation ainsi que sa non-affiliation aux grands distributeurs français et internationaux orientent la programmation vers les films de genre  : western, espionnage, fantastique.
Dans les années 1970, ne pouvant se permettre de se transformer en un cinéma multi-salles, et n'étant pas en mesure de supporter la baisse de la fréquentation qui se poursuit, Le Royal diffuse principalement des films pornographiques.
En 1976, la salle est définitivement revendue, pour la création du complexe Omnia-Paris-Cinéma qui ouvre après 1977.